# 1957

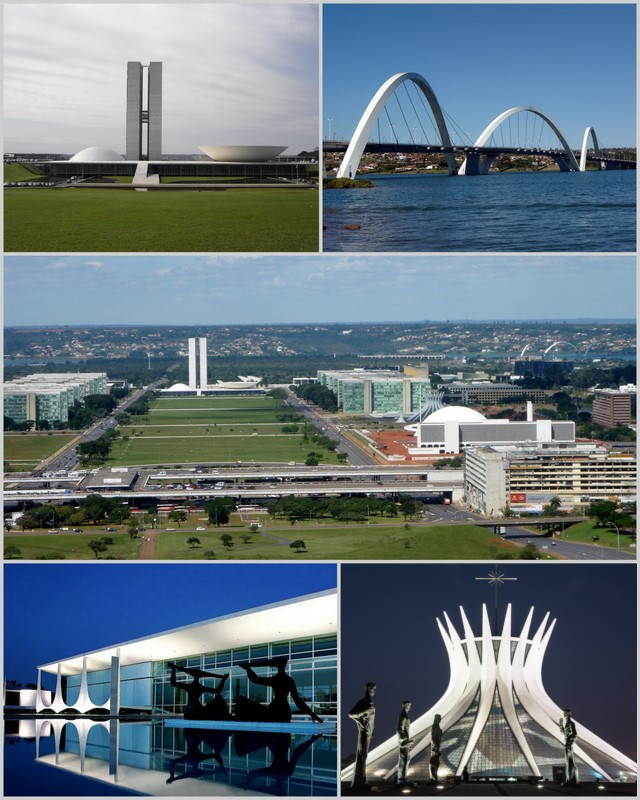
Brasília, capital federal do Brasil

- Wikisource

| Calendário gregoriano                                                        | 1957 MCMLVII                        |
| Ab urbe condita                                                              | 2710                                |
| Calendário arménio                                                           | 1406 – 1407                         |
| Calendário bahá'í                                                            | 113 – 114                           |
| Calendário budista                                                           | 2501                                |
| Calendário chinês                                                            | 4653 – 4654 Início a 31 de janeiro  |
| Calendário copta                                                             | 1673 – 1674                         |
| Calendário etíope                                                            | 1949 – 1950                         |
| Calendários hindus - Vikram Samvat - Calendário nacional indiano - Cáli Iuga | 2012 – 2013 1878 – 1879 5057 – 5058 |
| Calendário Holoceno                                                          | 11957                               |
| Calendário islâmico                                                          | 1377 – 1378                         |
| Calendário judaico                                                           | 5717 – 5718 Início a 26 de setembro |
| Calendário persa                                                             | 1335 – 1336 Início a 21 de março    |
| Calendário rúnico                                                            | 2207                                |
| Calendário solar tailandês                                                   | 2500                                |

- Wikisource

| Calendário gregoriano                                                        | 1957 MCMLVII                        |
| Ab urbe condita                                                              | 2710                                |
| Calendário arménio                                                           | 1406 – 1407                         |
| Calendário bahá'í                                                            | 113 – 114                           |
| Calendário budista                                                           | 2501                                |
| Calendário chinês                                                            | 4653 – 4654 Início a 31 de janeiro  |
| Calendário copta                                                             | 1673 – 1674                         |
| Calendário etíope                                                            | 1949 – 1950                         |
| Calendários hindus - Vikram Samvat - Calendário nacional indiano - Cáli Iuga | 2012 – 2013 1878 – 1879 5057 – 5058 |
| Calendário Holoceno                                                          | 11957                               |
| Calendário islâmico                                                          | 1377 – 1378                         |
| Calendário judaico                                                           | 5717 – 5718 Início a 26 de setembro |
| Calendário persa                                                             | 1335 – 1336 Início a 21 de março    |
| Calendário rúnico                                                            | 2207                                |
| Calendário solar tailandês                                                   | 2500                                |

1957 (MCMLVII, na numeração romana) foi um ano comum do século XX que começou numa terça-feira, segundo o calendário gregoriano. A sua letra dominical foi F. A terça-feira de Carnaval ocorreu a 5 de março e o domingo de Páscoa a 21 de abril. Segundo o horóscopo chinês, foi o ano do Galo, começando a 31 de janeiro.

| Evento                                                   | Data            | Hora  |
| -------------------------------------------------------- | --------------- | ----- |
| Aquário                                                  | 20 de janeiro   | 07:39 |
| Peixes                                                   | 18 de fevereiro | 21:58 |
| primavera no hemisfério norte e outono no hemisfério sul |                 |       |
| Carneiro/equinócio                                       | 20 de março     | 21:17 |
| Touro                                                    | 20 de abril     | 08:42 |
| Gémeos                                                   | 21 de maio      | 08:11 |
| verão no hemisfério norte e inverno no hemisfério Sul    |                 |       |
| Caranguejo/solstício                                     | 21 de junho     | 16:21 |
| Leão                                                     | 23 de julho     | 03:15 |
| Virgem                                                   | 23 de agosto    | 10:08 |
| Outono no Hemisfério Norte e Primavera no Hemisfério Sul |                 |       |
| Balança/equinócio                                        | 23 de setembro  | 07:27 |
| Escorpião                                                | 23 de outubro   | 16:25 |
| Sagitário                                                | 22 de novembro  | 13:40 |
| inverno no hemisfério norte e verão no hemisfério sul    |                 |       |
| Capricórnio/solstício                                    | 22 de dezembro  | 02:49 |

| UTC: Portugal Continental, Madeira, Guiné-Bissau e São Tomé e Príncipe Subtrair (-): 1 h nos Açores e Cabo Verde 2 h nas Ilhas oceânicas brasileiras 3 h em Brasília, em Goiás, na Amazônia Oriental Brasileira e no nordeste, sudeste e sul brasileiros 4 h na Amazônia Ocidental Brasileira, Mato Grosso e Mato Grosso do Sul 5 h no Acre e sudoeste do Amazonas Adicionar (+): 1 h em Angola e Guiné Equatorial 2 h em Moçambique 8 h em Macau 9 h em Timor-Leste. |
| Adicionar uma hora durante a vigência do horário de verão: Portugal Continental : De 7 de abril a 6 de outubro de 1957 |

| Ano completo                       |
| ---------------------------------- |
| Ano comum com início à terça-feira |

| Ano completo                       |
| ---------------------------------- |
| Ano comum com início à terça-feira |

## Eventos
- Inicia a construção da Usina Hidrelétrica de Três Marias, no norte de Minas Gerais.
- Fevereiro - Iniciada a construção de Brasília, nova capital federal do Brasil.

### Janeiro
- 14 de janeiro - O governo brasileiro envia tropas militares para o Canal de Suez. Os brasileiros irão reforçar as tropas da Organização das Nações Unidas (ONU) que ocupam o canal, as tropas brasileiras servirão por dez anos na região.
- 20 de janeiro - Dwight D. Eisenhower inicia seu segundo mandato como Presidente dos Estados Unidos.

### Março
- 3 de março - Realização do Festival Eurovisão da Canção 1957 em Frankfurt am Main.
- 6 de março - Independência do Gana.
- 7 de março - Inauguração da Radiotelevisão Portuguesa (RTP), atual Rádio e Televisão de Portugal.
- 16 de março - Brasil: criação da Rede Ferroviária Federal, reunindo 18 ferrovias regionais e tendo como intuito promover e gerir o desenvolvimento no setor de transportes ferroviários.
- 25 de março - Entrada da Itália na União Europeia.

### Abril
- 7 de abril - Inaugurado o Monumento Nacional aos Mortos da Segunda Guerra Mundial, no Rio de Janeiro, para receber os restos mortais dos soldados brasileiros mortos na Itália.

### Julho
- 1 de julho - Início do Ano Internacional da Geofísica.

## Nascimentos
- 9 de março - Roberto Accornero, ator italiano.
- 23 de março - Lucio Gutiérrez, presidente do Equador de 2003 a 2005.
- 16 de abril - Essex Hemphill, poeta e ativista americano (m. 1995).
- 19 de abril - Ge You, ator chinês.
- 20 de maio - Lucélia Santos, atriz e produtora brasileira.
- 28 de junho - Georgi Parvanov, presidente da Bulgária desde 2002.
- 13 de julho - Lília Cabral, atriz brasileira desde 1978.
- 27 de agosto - Ivo Josipović, político, professor universitário, músico, compositor e presidente da Croácia desde 2010.
- 6 de setembro - José Sócrates, político português.
- 12 de setembro - Road Warrior Hawk, lutador americano (m. 2003).
- 9 de outubro - Stanley Kwan, diretor e produtor de cinema honconguêes.
- 26 de novembro - Simon Nkoli, ativista sul-africano (m. 1998).
- 24 de dezembro - Hamid Karzai - presidente do Afeganistão desde 2004

## Mortes
- 4 de janeiro - Theodor Körner, foi um político austríaco e presidente da Áustria de 1951 a 1957. (n. 1873).[1]
- 4 de maio - Katie Johnson, atriz inglesa (n. 1878).
- 24 de outubro - Christian Dior, estilista francês. É o fundador da empresa de vestuário Christian Dior S.A.
- 21 de setembro - Haakon VII da Noruega, rei da Noruega de 1905 a 1957. (n. 1872).
- 3 de novembro - Laika, o primeiro animal a ir ao espaço. (n. 1954).

## Prémio Nobel
- Física - Chen Ning Yang,[2] Tsung-Dao Lee[2]
- Química - Alexander R. Todd[3]
- Medicina - Daniel Bovet[4]
- Literatura - Albert Camus[5]
- Paz - Lester Bowles Pearson[6]

## Epacta e idade da Lua
| Epacta gregoriana | 2 (II)  |
| Idade da Lua      | Letra c |

## Por tema
- 1957 na arte
- 1957 no Brasil
- 1957 na ciência
- 1957 no cinema
- Desastres em 1957
- 1957 no desporto
- Divisões administrativas em 1957
- 1957 na informática
- 1957 no jornalismo
- 1957 na literatura
- 1957 na música
- 1957 na política
- 1957 na rádio
- 1957 no teatro
- 1957 na televisão